# Edales minuta
Edales minuta är en fjärilsart som beskrevs av Evans 1932. Edales minuta ingår i släktet Edales och familjen juvelvingar. Inga underarter finns listade i Catalogue of Life.